# 왕추친
왕추친(중국어 간체자: 王楚钦, 정체자: 王楚欽, 병음: Wáng Chǔqīn, 한자음: 왕초흠, 2000년 5월 11일~)은 중화인민공화국의 탁구 선수이다. 2024년 하계 올림픽 탁구 혼합 복식에서 쑨잉사와 함께 금메달을 획득하였다. 그는 현재 국제 탁구 연맹 남자 단식 세계 랭킹 1위에 올라와 있다.